# ویلیام کارل باکان
ویلیام کارل باکان (انگلیسی: William Carl Buchan؛ زادهٔ ۲۳ دسامبر ۱۹۵۶) قایقران قایق بادبانی اهل ایالات متحده آمریکا بود.
وی در مسابقات کشوری و بین‌المللی در مجموع برندهٔ ۲ مدال طلا شده‌است.